# Gargagnago
Gargagnago (Gargagnào in veneto) è una frazione appartenente al comune di Sant'Ambrogio di Valpolicella, in provincia di Verona.

## Monumenti e luoghi d'interesse
- La villa Serego Alighieri, edificata nel XVI secolo, mantiene un ottimo stile architettonico antico, è regolarmente ristrutturata ed è fonte di un discreto afflusso di turisti estivi.[2]
- La chiesa parrocchiale di Santa Maria della Misericordia, restaurata su un progetto di Bartolomeo Giuliari.